# Iryna Petrenko
Iryna Petrenko, née Varvynets (Варвинець) le 4 juillet 1992 à Mokhnatyn, est une biathlète ukrainienne.

## Carrière
Iryna Varvynets entame sa carrière au niveau international en 2009 en prenant part aux Championnats du monde jeunesse. Elle obtient son premier titre international en 2012, lorsqu'elle devient championne d'Europe junior de poursuite à Osrblie. Elle gagne aussi une médaille de bronze cette année aux Championnats du monde junior en relais. Aux Championnats d'Europe 2013 à Bansko, elle remporte la médaille d'argent sur le relais féminin (moins de 26 ans).
Elle apparaît en Coupe du monde en janvier 2014 et monte sur son premier podium un an plus tard en terminant troisième du relais mixte de Nové Město, où elle aussi douzième du sprint. Lors de l'étape suivante à Oslo, elle entre dans le top dix sur l'individuel, avec la septième position, la meilleure de sa carrière. En janvier 2016, elle gagne son unique manche de Coupe du monde à l'occasion du relais de Ruhpolding. Lors des Championnats du monde à Oslo en 2016, elle se classe neuvième de l'individuel et cinquième du relais notamment.
Elle est médaillée d'argent en relais aux Mondiaux d'Hochfilzen en 2017, avec Iryna Merkushyna, Yuliia Dzhima et Olena Pidhrushna.
Aux Jeux olympiques d'hiver de 2018, elle est 73e de l'individuel, 11e du relais et 7e du relais mixte. Elle venait de remporter deux médailles d'or aux Championnats d'Europe en sprint et relais mixte.
Ensuite, elle est blessée et devient enceinte. Elle fait son retour à la compétition en 2020 et redevient championne d'Ukraine sur le sprint.

## Palmarès

### Jeux olympiques
| Édition / Épreuve | Individuel | Sprint | Poursuite | Mass start | Relais | Relais mixte |
| ----------------- | ---------- | ------ | --------- | ---------- | ------ | ------------ |
| Pyeongchang 2018  | —          | 73e    | —         | —          | 11e    | 7e           |
| Pékin 2022        | 11e        | 40e    | 55e       | —          | 7e     | —            |

Légende :
- — : non disputée par Petrenko

### Championnats du monde
| Édition / Épreuve | Individuel | Sprint | Poursuite | Mass start | Relais                   | Relais mixte | Relais mixte simple |
| ----------------- | ---------- | ------ | --------- | ---------- | ------------------------ | ------------ | ------------------- |
| Kontiolahti 2015  | 36e        | 37e    | 26e       | —          | 6e                       | —            |                     |
| Holmenkollen 2016 | 9e         | 13e    | 14e       | 16e        | 5e                       | —            |                     |
| Hochfilzen 2017   | 20e        | —      | —         | —          | Médaille d'argent, monde | —            |                     |
| Nové Město 2024   | —          | 19e    | 45e       | —          | 5e                       | 7e           | —                   |
| Lenzerheide 2025  |            | 70e    | —         |            |                          | 8e           |                     |

Légende :
- : première place, médaille d'or
- : deuxième place, médaille d'argent
- : troisième place, médaille de bronze
- — : non disputée par Petrenko

### Coupe du monde
- Meilleur classement général : 34e en 2016.
- Meilleur résultat individuel : 7e.
- 5 podiums en relais : 1 victoire, deux deuxièmes places et 1 troisième place.
- 2 podiums en relais mixte : 2 troisièmes places.

#### Classements annuels
| Saison    | Classement général final |
| 2013-2014 | nc                       |
| 2014-2015 | 45e                      |
| 2015-2016 | 34e                      |
| 2016-2017 | 41e                      |
| 2017-2018 | 53e                      |
|           |                          |
| 2021-2022 | 89e                      |
| 2022-2023 | nc                       |
| 2023-2024 | 41e                      |

Mis à jour le 20 mars 2024

### Championnats d'Europe
- 4 médailles d'or : 
  -  Poursuite en 2012 (junior) à Osrblie.
  -  Relais en 2015 à Otepää.
  -  Sprint en 2018 à Ridnaun.
  -  Relais mixte en 2018.
- 3 médailles d'argent : 
  -  Sprint en 2012 (junior).
  -  Poursuite en 2015 et 2018.
- 3 médailles de bronze : 
  -  Relais mixte en 2012 (junior) et 2021 à Duszniki-Zdrój.
  -  Relais féminin en 2013 à Bansko.

### Championnats du monde junior
- 2 médailles d'argent : relais en 2011 (jeune) et 2013.
- 1 médaille de bronze : relais en 2012.

### Universiades
- médaille d'argent : relais mixte en 2013 au Trentin.
- Médaille de bronze de la mass-start en 2013.

### Championnats du monde de biathlon d'été
- Médaille d'argent du relais mixte en 2014.
- Médaille de bronze du sprint en 2016.

### IBU Cup
- 4 podiums, dont 2 victoires.